# Hylota ochracea
Hylota ochracea är en skalbaggsart som beskrevs av Thomas Casey 1906. Hylota ochracea ingår i släktet Hylota och familjen kortvingar. Inga underarter finns listade i Catalogue of Life.